# 圣巴尔多禄茂教堂 (贝希特斯加登)
47°32′41″N 12°58′21″E / 47.54472°N 12.97250°E

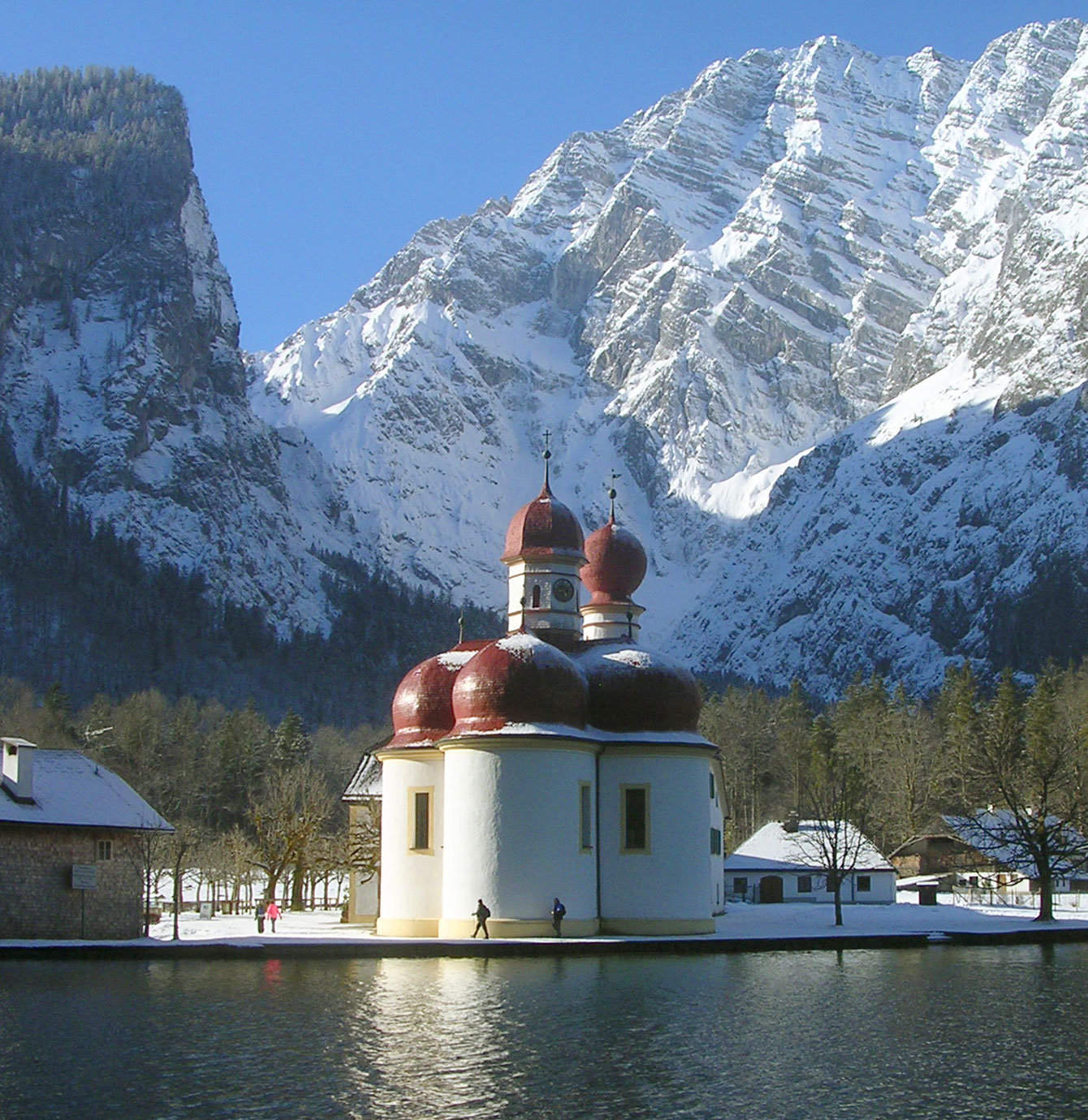
圣巴尔多禄茂教堂

圣巴尔多禄茂教堂（St. Bartholomä）是一座天主教朝圣教堂，位于德国巴伐利亚州的贝希特斯加登县。得名于圣巴尔多禄茂。
这座教堂座落在国王湖（Königssee）西岸的Hirschau半岛，只能乘船或长途跋涉才能到达。教堂起源于12世纪。自16世纪起成为巴洛克风格。圣巴尔多禄茂据说是阿尔卑斯山农民和挤奶女工的主保圣人。圣巴尔多禄茂教堂有两个半球形红色圆屋顶。平面图仿造了萨尔茨堡主教座堂。这座教堂的粉刷由萨尔茨堡艺术家约瑟夫·施密特完成。后殿的祭台分别供奉圣巴尔多禄茂、圣凯瑟琳和聖雅各。
位于教堂附近有一个同名的古老狩猎小屋。小屋和教堂一同建于12世纪，已经重建多次。直到1803年，它是贝希特斯加登 Prince-Provosts的私人住宅；在贝希特斯加登并入巴伐利亚后，这座小屋成为维特尔斯巴赫王朝喜爱的狩猎小屋，今天它是一个小客栈。

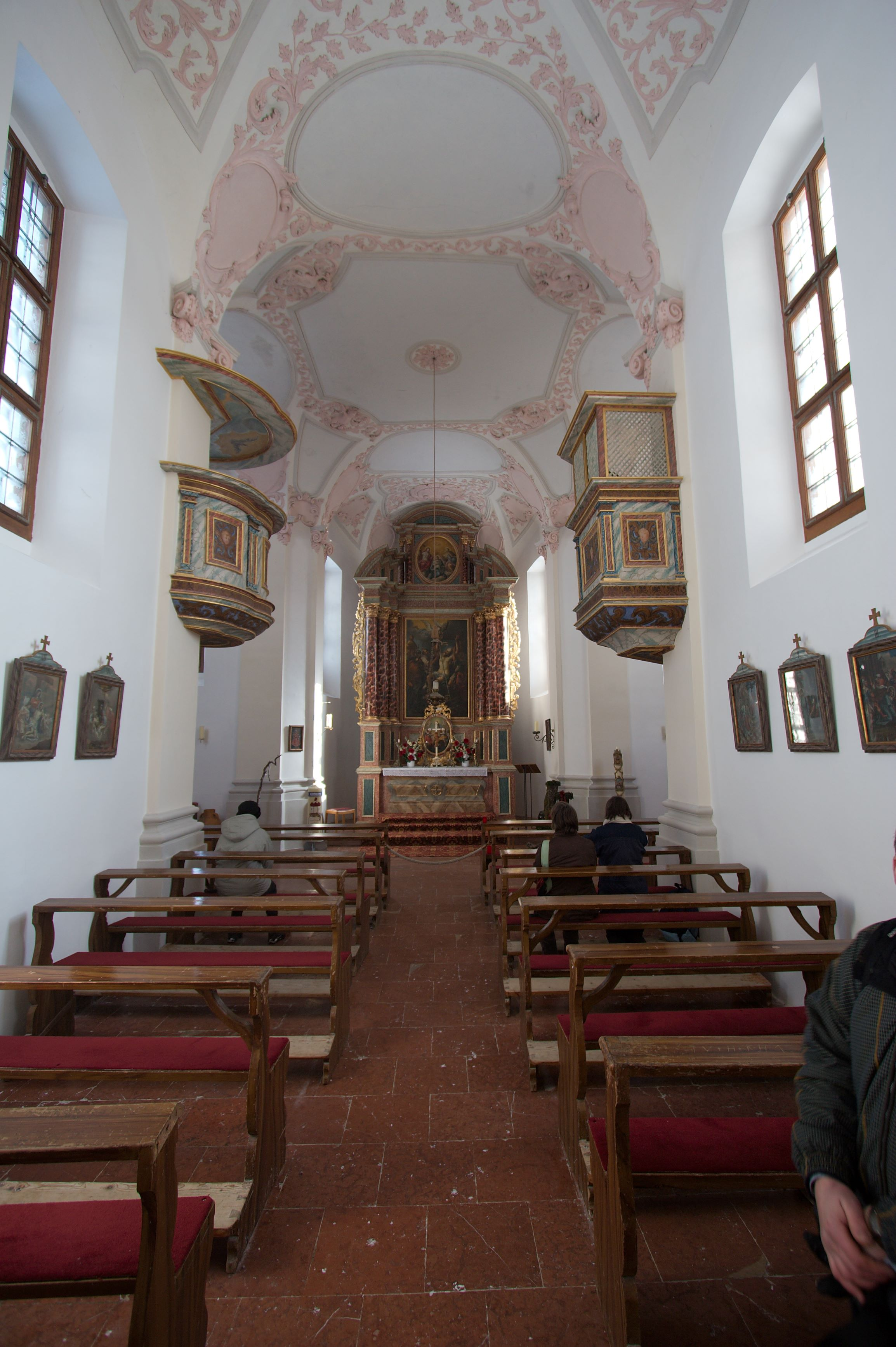
祭台
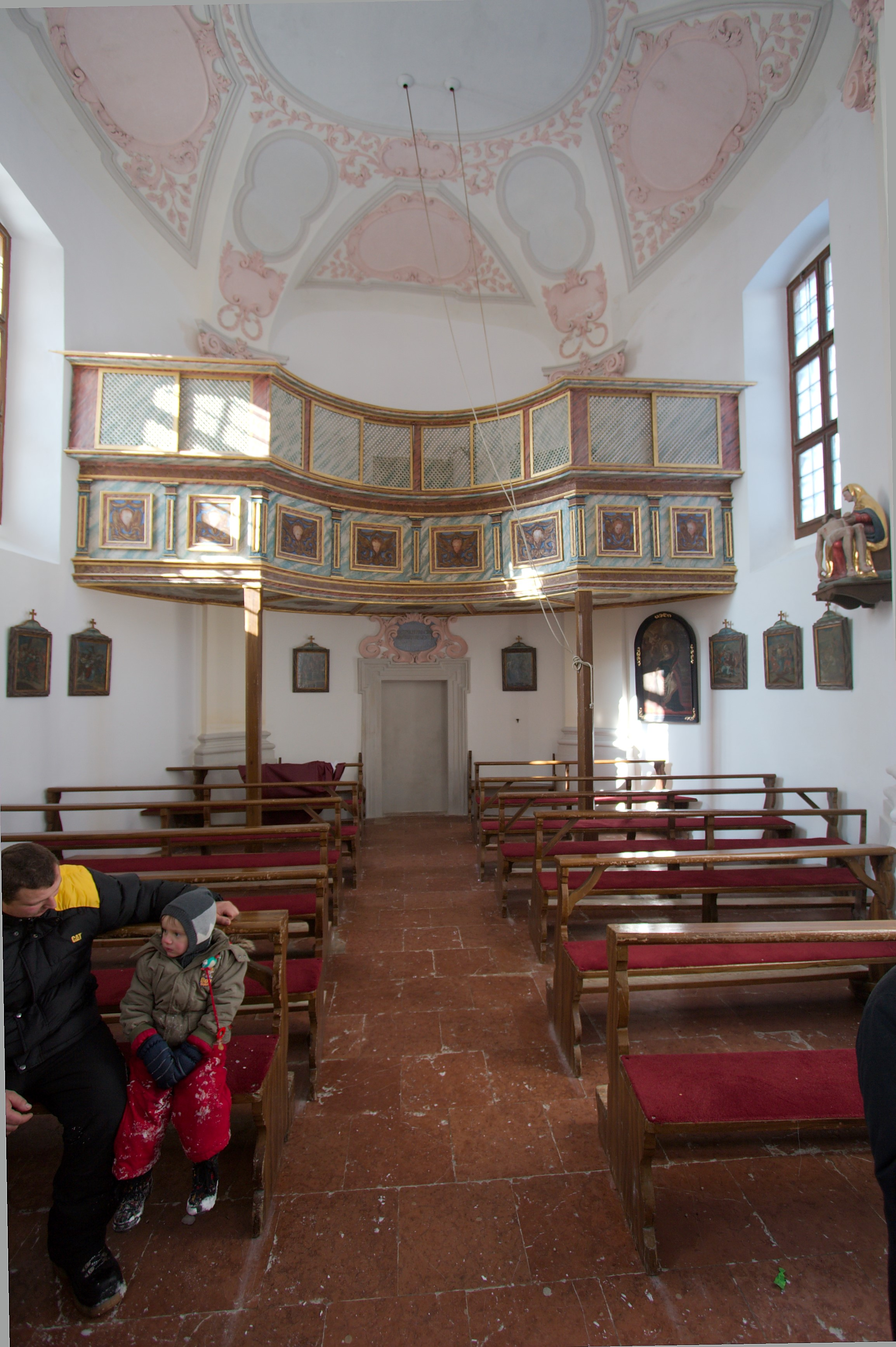
从教堂内后部的拍摄图